# Strategisch Verbindingsinlichtingen Centrum

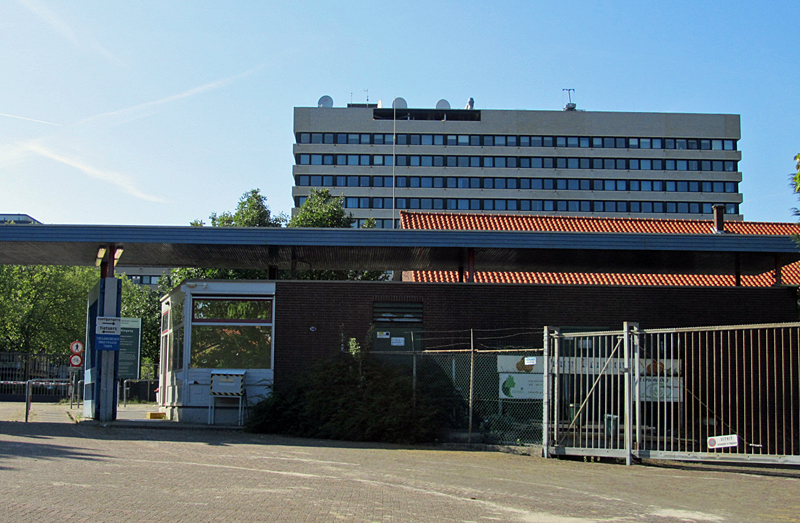
Het hoofdkwartier van de MIVD op de Frederikkazerne in Den Haag, waar de SVIC sinds 2004 gehuisvest was.

Het Strategisch Verbindingsinlichtingen Centrum (SVIC) was een onderdeel van de Militaire Inlichtingen- en Veiligheidsdienst (MIVD) dat verantwoordelijk was voor het afluisteren en ontcijferen van buitenlands berichtenverkeer ten behoeve van de Nederlandse regering en de Nederlandse krijgsmacht.
In Nederland begon het verwerven en verwerken van verbindingsinlichtingen in de Eerste Wereldoorlog en werd sinds 1947 uitgevoerd door Sectie VI van de Marine Inlichtingendienst (MARID). Deze werd in 1963 omgedoopt tot Wiskundig Centrum (WKC), dat op zijn beurt in 1982 werd hernoemd tot Technisch Informatie Verwerkingscentrum (TIVC) om in 1998 verder te gaan als het Strategisch Verbindingsinlichtingen Centrum (SVIC). Sinds 2014 worden signals intelligence samen met hackoperaties uitgevoerd door de Joint Sigint Cyber Unit (JSCU).

## Voorgeschiedenis
De geschiedenis van het SVIC gaat terug tot het begin van de Eerste Wereldoorlog, toen Henri Koot als medewerker van Sectie IV van de Generale Staf werd belast met het ontcijferen van de diplomatieke telegrammen die door de PTT werden onderschept en gekopieerd. Daarmee legde hij de basis voor de Nederlands crypto-analyse.
In 1919 werd de "chiffreerafdeling" van de Generale Staf verzelfstandigd als afdeling GS IIIc met Koot als hoofd. Een jaar later werd hij hoofd van het nieuw gevormde Cryptografisch Bureau. Dit ressorteerde onder het Ministerie van Buitenlandse Zaken, maar was een interdepartementaal bureau dat zowel de diplomatieke dienst, de landmacht als de marine van verbindingsinlichtingen moest voorzien. Koots nieuwe functie droeg de titel "Directeur van het cijfer". 
Toen in de jaren dertig Japan een bedreiging voor Nederlands-Indië ging vormen liet het Departement van Oorlog in Bandoeng Kamer 14 inrichten met de taak om de codes van het Japanse ministerie van Buitenlandse Zaken te kraken. Hoofd van Kamer 14 werd KNIL-officier Jacobus Verkuyl en zijn medewerker kapitein W.A. van der Beek slaagde er in 1932 inderdaad in om een belangrijke Japanse code te kraken.
Bij het uitbreken van de Tweede Wereldoorlog werd Kamer 14 naar Washington verplaatst, totdat Verkuyl en zijn medewerkers in 1944 naar Londen verhuisden om daar het Code Coördinatie Bureau (CCB) van de Nederlandse regering in ballingschap te vormen.
Het CCB werd in juni 1946 opgericht en gevestigd aan de Badhuisweg in Den Haag. Dit gebeurde initieel in een overleg van regeringsfunctionarissen in Londen, waar de Nederlandse regering in ballingschap nog steeds verbleef. De oprichting vond plaats in aanwezigheid van onder andere de Koninklijke Marine, het ministerie van Buitenlandse Zaken, Binnenlandse Zaken, Algemene Oorlogsvoering en Overzeese gebiedsdelen. Het eerste overleg vond plaats op initiatief van Verkuyl op 7 maart 1945.
Sinds 1945 hield ook Sectie VIII van de Netherlands Forces Intelligence Service (NEFIS) zich met verbindingslichtingen bezig en wist onder meer de radiotelegrammen van de Indonesische opstandelingen te onderscheppen. Onder leiding van reserve-kapitein ir. J.G.J. Spanjaard zorgde deze sectie voor het onderscheppen van radioverkeer, verkeersanalyse, het kraken van de codes en de distributie van de resultaten.

## MARID Sectie VI

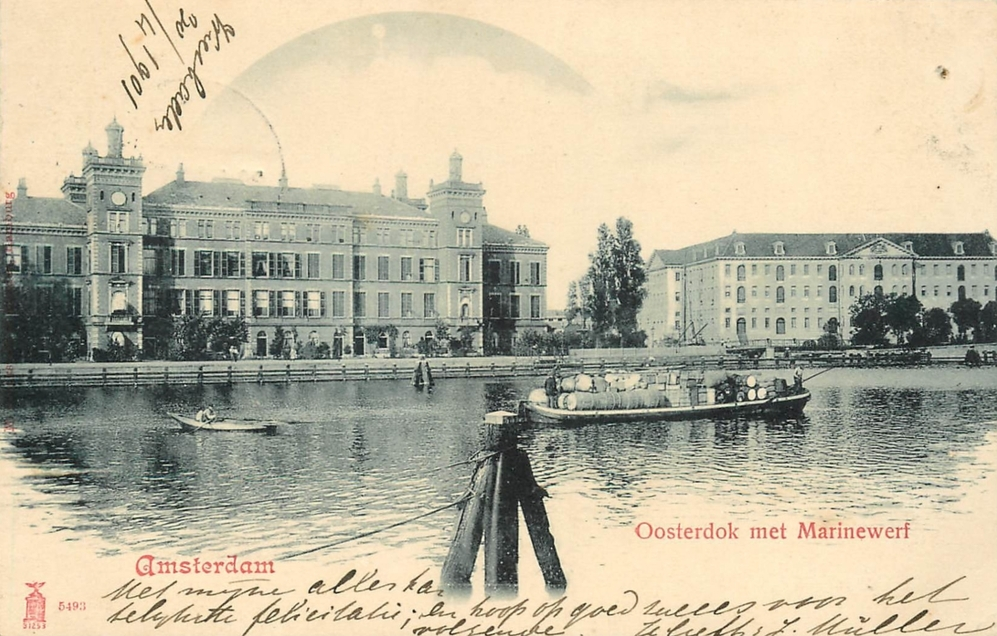
De marinewerf in Amsterdam rond 1900 met links het "Marinepaleis" en rechts het huidige Scheepvaartmuseum.

In 1947 stelde regeringscommissaris en hoofd van de Buitenlandse Inlichtingendienst mr. C.L.W. Fock voor om de verschillende afdelingen die zich tot dan toe met verbindingsinlichtingen bezig hielden samen te voegen in één "Ontsluieringsdienst". Dit werd Sectie VI van de Marine Inlichtingendienst (MARID), die in 1947 werd opgericht en verbindingsinlichtingen diende te vergaren en verwerken, niet alleen voor de marine, maar ook voor de andere krijgsmachtonderdelen en andere regeringsorganen.
De nieuwe organisatie telde aanvankelijk zo'n 40 medewerkers, overwegend burgerpersoneel, en werd gehuisvest in het zogeheten "Marinepaleis" op het Kogeleiland, dat onderdeel was van het Marine Etablissement op Kattenburg in Amsterdam. Sectie VI stond aanvankelijk onder leiding van kolonel J.A. Verkuyl, die in 1950 werd opgevolgd door ir. J.G.J. Spanjaard die eerder Sectie VIII van de NEFIS had geleid. Net zoals bij laatstgenoemde organisatie bestond ook MARID-VI uit de volgende vier afdelingen:
- Interceptie
- Verkeersanalyse
- Crypto-analyse
- Distributie

De interceptie vond sinds medio 1948 plaats via een radio-afluisterpost in Amsterdam die eind van dat jaar naar Hellevoetsluis verplaatst werd en in oktober 1952 verhuisde naar het Zeeburgereiland waar de ontvangst vanwege de hoogspanningsleidingen echter niet erg goed was. Deze post werd in 1962 gesloten. Daarnaast hadden de inlichtingenafdelingen van de landmacht en de luchtmacht hun eigen afluisterstations, namelijk in Gorkum, resp. Zeist, maar die waren alleen gericht op militair radioverkeer uit het Oostblok en hielden zich niet met crypto-analyse bezig. Rond 1960 assisteerde MARID-VI de verbindingsinlichtingencompagnie van de landmacht bij de crypto-analyse.
Op grond van een geheime overeenkomst met de PTT werden op de hoofdpostkantoren in Amsterdam en Den Haag alle diplomatieke telegrammen en later ook telex-berichten gekopieerd en aan MARID-VI doorgestuurd.  Eventuele versleutelde berichten werden door middel van crypto-analyse ontcijferd, waarbij gebruik kon worden gemaakt van een ZEBRA ("Zeer Eenvoudig Binair Reken Apparaat"), die in 1958 als eerste Nederlandse computer door het Neherlaboratorium van de PTT ontwikkeld was.
Zodoende produceerde Sectie VI al gauw elke week twee bundels met ontcijferde berichten die van hoge kwaliteit werden geacht. Zo wist Sectie VI tijdens de Eerste Indochinese Oorlog (1946-1954) Frans diplomatiek verkeer tussen Saigon en Parijs te onderscheppen en alsook de communicatie tussen Jakarta en de Indonesische regeringsdelegatie tijdens de Nieuw-Guinea Conferentie die in januari 1956 in Genève gehouden werd om het conflict over Nederlands-Nieuw-Guinea te beëindigen.
Van 1955 t/m 1962 beschikte Sectie VI over een afluisterpost op het eiland Biak om Indonesisch militair radioverkeer te onderscheppen. Mede met hulp van enkele goedgepositioneerde agenten bij de Indonesische overheid was MARID-VI destijds in staat om bijna al het Indonesische diplomatieke en militaire telegramverkeer te ontcijferen, oplopend van 1000 telegrammen in 1959 naar 10.000 in 1962. Het budget van MARID-VI was ondertussen gestegen van 172.000,- gulden in 1947 naar 500.000,- gulden in 1952.

## Wiskundig Centrum (WKC)

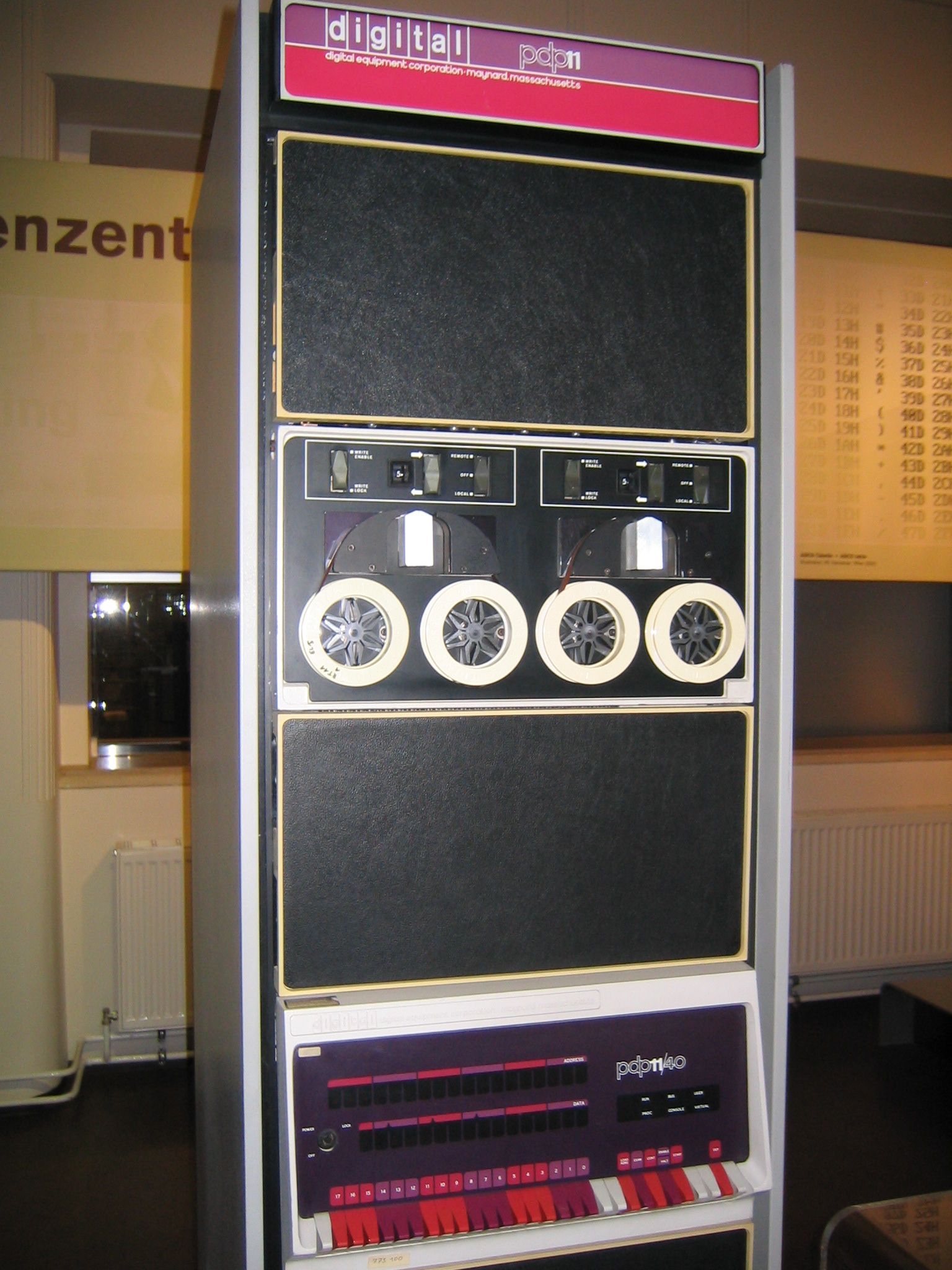
Een PDP-11/40-computer met tweevoudige DECtape drive

Toen het Marinepaleis gesloopt moest gaan worden voor de aanleg van de IJ-tunnel verhuisde MARID Sectie VI in augustus 1963 naar een nieuw gebouwd pand, gebouw 012, iets verderop op een nieuw drooggelegd stuk van het marineterrein op Kattenburg. Daar kreeg de dienst de beschikking over betere computers en werd dienovereenkomstig omgedoopt tot Wiskundig Centrum (WKC). De operationele leiding bleef bij de Marine Inlichtingendienst.
Onder leiding van kapitein-ter-zee J. Jansen werd het WKC vanaf 1971 op vele vlakken gemoderniseerd: onderlinge contacten tussen afdelingen en medewerkers werden bevorderd, documenten werden minder kwistig gerubriceerd, relaties met de buitenwereld werden aangeknoopt, er werd academisch geschoold personeel geworven en de interne opleidingen werden uitgebreid als aanvulling op de School voor de Militaire Inlichtingendienst (SMID).
Voorts werden tientallen miljoenen in nieuwe apparatuur geïnvesteerd en werd in 1975 een PDP-11/45-computer van de Amerikaanse fabrikant Digital Equipment Corporation (DEC) aangeschaft, waarmee vanaf meerdere werkplekken tegelijk kon worden gewerkt. Voor extra rekencapaciteit kwam daar later nog een PDP-11/70 bij.
Het WKC kreeg uiteenlopende soorten berichten binnen:
- Telegram- en telexverkeer dat door de PTT gekopieerd werd, aanvankelijk met twee telexen, maar medio jaren zeventig wilden de geheime diensten dat uitbreiden tot 20: twee voor Oost-Europa, drie voor het Midden-Oosten en Noord Afrika, twee voor Zuid-Europese landen en drie voor Afrika en de rest van de wereld (operatie Codeword 231).[12]
- Radioverkeer dat onderschept werd door het in 1962 geopende 'Radio Ontvang Station' van de marine in Eemnes, dat rond 1990 voor zo'n 40 miljoen gulden gemoderniseerd werd.[13] Voor direction finding beschikte de marine over een peilstation op het Kaapsduin op Terschelling.
- Satellietcommunicatie die bij het PTT-grondstation in het Friese Burum werd afgetakt en naar het WKC werd doorgestuurd (operatie Codeword 631). De PTT wilde dit echter niet meer zelf doen en gaf het WKC een satellietschotel en een geldbedrag waarmee in 1984 een eigen satellietgrondstation in het nabij gelegen Zoutkamp kon worden gerealiseerd (operatie Codeword 632).[14]

Van 1963 tot 1990 waren ook zeven medewerkers van het WKC gestationeerd bij de Radio Controledienst op de Nederlandse Antillen (RCDNA) in de plaats Sint Joris op het eiland Curaçao. Van daaruit werd radioverkeer afgeluisterd uit Venezuela en andere Zuid-Amerikaanse landen waar Cuba mogelijk het communisme probeerde te verspreiden. Via deze post werd ook radioverkeer van de marine van de Sovjet-Unie onderschept, alsmede militaire informatie tijdens de Falklandoorlog van 1982.
Het WKC onderschepte en analyseerde niet alleen berichten ten behoeve van het inlichtingenbureau van de marinestaf, maar ook informatie ten behoeve van de Nederlandse regering en dingen waar het bedrijfsleven zijn voordeel mee kon doen, zoals orders en offertes en gegevens over bijvoorbeeld oogsten in andere landen. Dat soort puur economische informatie ging naar het ministerie van Economische Zaken die het kon doorgeven aan bedrijven als Philips, Shell en Fokker.
Diplomatieke en politieke berichten werden via de Inlichtingendienst Buitenland (IDB) doorgestuurd naar de Binnenlandse Veiligheidsdienst (BVD) en het Ministerie van Buitenlandse Zaken. Hiervoor werd in 1978 een rechtstreekse beveiligde verbinding aangelegd tussen het WKC en het hoofdkwartier van de IDB in de Villa Maarheeze in Wassenaar.
Bij de IDB werden de onderschepte berichten opgenomen in het 'groene boek' of de 'groene editie' om vervolgens door de medewerker voor verbindingsinlichtingen te worden verdeeld over de verschillende regiospecialisten van deze dienst. In 1982 stelde deze medewerker 87 rapporten van in totaal 324 pagina's op die leidden tot 312 rapportages aan externe afnemers, die ruim 90% daarvan als van (grote) waarde beoordeelden. Naast de algemene groene editie kwam er een speciale 'rode editie' voor onderschepte berichten uit het Midden-Oosten en was er in de jaren tachtig ook nog een 'gele editie' met informatie uit Suriname en de rest van Zuid-Amerika. Die laatste editie bleek echter van weinig toegevoegde waarde.
In de jaren rond de Oliecrisis van 1973 wist het WKC de diplomatieke codes van verschillende Arabische landen te kraken alsmede de codeberichten van diverse grote oliemaatschappijen, waardoor men de regering kon laten weten dat er voor Nederland voldoende olie in voorraad was. Net als de andere oliemaatschappijen gebruikte ook Shell een zeer eenvoudig te kraken code. Het bedrijf werd daarover geïnformeerd, want op die manier konden ook vijandelijke partijen hun communicatie lezen. Ook stuurde het WKC in die tijd veel onderschepte berichten door naar Israël.

## Technisch Informatie Verwerkingscentrum (TIVC)
In 1982 werd het WKC omgedoopt tot Technisch Informatie Verwerkingscentrum (TIVC). De totale kosten voor het TIVC werden in 1985 geschat op tussen de 50 en 100 miljoen gulden, maar dat was vermoedelijk inclusief investeringen, aangezien in 1977 het jaarlijkse budget ongeveer 10 miljoen gulden beliep. Het aantal medewerkers was tamelijk constant: 125 in 1976 en 135 in 1990.
Op 30 maart 1985 kwam de Haagse Courant met onthullingen en interne stukken waaruit bleek dat het TIVC op dezelfde wijze te werk ging als de Amerikaanse grote broer NSA: gesprekken via satellietverbindingen werden op band opgenomen en met behulp van trefwoorden geselecteerd voor nader onderzoek. Daarnaast werd signaal- en trafficanalyse toegepast en werden de resultaten gepresenteerd in crypto- en verkeersanalyses. Ook werd onthuld dat het TIVC geheime berichten van bevriende mogendheden onderschepte en een bijdrage had geleverd aan het bombardement op de Irakese kernreactor Osirak. Dit leidde tot kamervragen die door premier Lubbers afgewimpeld werden.
Het TIVC wist op een gegeven moment de militaire en diplomatieke codes van onder meer België, Duitsland, Italië en Turkije te kraken, maar die van de Sovjet-Unie, de landen van het Warschaupact en China bleken te ingewikkeld, al kon dit deels worden gecompenseerd door de berichten van bijvoorbeeld de Italiaanse ambassade in Moskou mee te lezen. Wel succesvol te ontcijferen waren berichten uit veel landen in het Midden-Oosten, waaronder Afghanistan, Pakistan en Iran. 

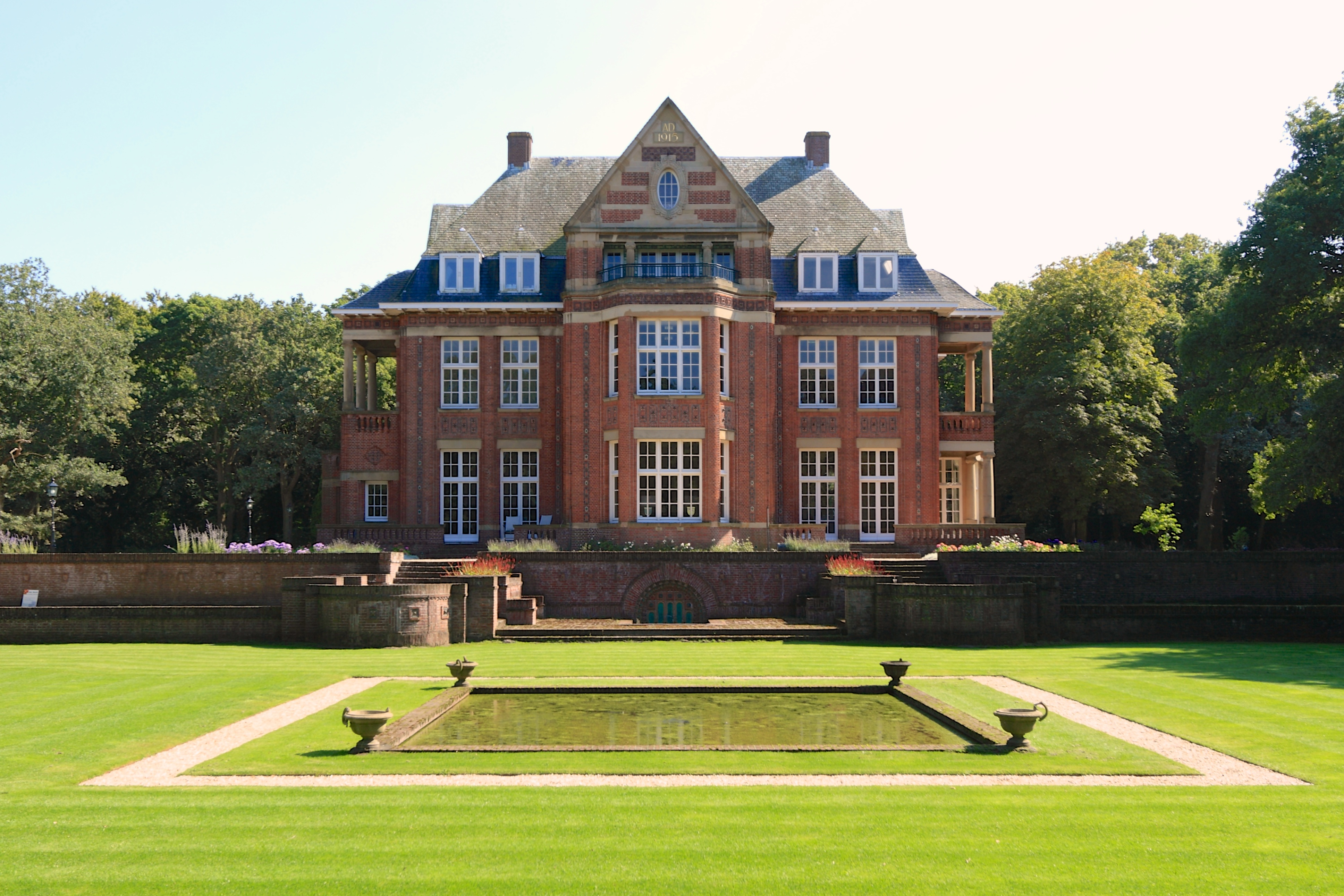
Villa Maarheeze in Wassenaar, van 1946 tot 1994 hoofdkwartier Inlichtingendienst Buitenland

Nederland gebruikte afgetapte en ontsleutelde berichten ook voor economische doeleinden, waar ook de NSA tijdens het ECHELON-schandaal van werd beticht. Zo gingen bijvoorbeeld Duitse offertes voor fregatten via de Inlichtingendienst Buitenland (IDB) en het ministerie van Economische Zaken naar scheepswerf De Schelde, die daarmee de order wist binnen te halen. Ook bedrijven als Philips en Shell kregen dergelijke informatie toegespeeld. De verhouding tussen de IDB en het Nederlandse bedrijfsleven werd door een IDB-medewerker eens als 'incestueus' omschreven, maar politici en ambtenaren zagen dit destijds niet als een probleem.
Vanuit de contracten die zijn afgesloten in het verleden door de IDB met buitenlandse inlichtingendiensten worden gegevens uitgewisseld met inlichtingendiensten uit de Verenigde Staten (aanvankelijk het Office of Naval Intelligence (ONI) en sind 1980 ook de CIA), Israël (Mossad) en enkele Europese diensten. De connecties tussen het TIVC en de Britse afluisterdienst GCHQ waren minder hecht dan die met de Amerikanen.
Voor de uitwisseling van puur militaire inlichtingen werd begin jaren tachtig het Signals Intelligence Data System (SIGDASYS) opgezet, waar naast het TIVC ook de afluisterdiensten van de Verenigde Staten, het Verenigd Koninkrijk, Duitsland, Frankrijk, Italië, Noorwegen, Denemarken en België aan deelnamen en dat onderdeel was van de SIGINT Seniors Europe (SSEUR). Het SIGDASYS speelde een belangrijke rol tijdens de Golfoorlog van 1990-1991 toen ook het TIVC hoogwaardige inlichtingen over de Irakese strijdkrachten wist te vergaren.
Voor het uitwisselen van nog versleutelde politieke en diplomatieke berichten alsmede van verzwakte encryptiemethodes was in 1976 het samenwerkingsverband Maximator opgericht, waar sinds 1978 ook het WKC en vervolgens het TIVC aan deelnam. De andere leden waren Denemarken, Duitsland, Frankrijk en Zweden.

## Strategisch Verbindingsinlichtingen Centrum (SVIC)
Nadat de Marine Inlichtingendienst (MARID), de Landmacht Inlichtingendienst (LAMID) en de Luchtmacht Inlichtingendienst (LUID) in 1988 waren gefuseerd tot de Militaire Inlichtingendienst (MID), werden ook de verschillende afdelingen en eenheden voor elektronische inlichtingen gestroomlijnd. Vanaf 1 januari 1996 werd het TIVC van de marine met de tactische peil- en interceptie-eenheden van de landmacht en de luchtmacht samengevoegd tot de Afdeling Verbindingsinlichtingen (AVI), hetgeen per 1 januari 1998 voltooid was. De AVI bestond toen  uit:
- Een staf in Den Haag
- Het Strategisch Verbindingsinlichtingen Centrum (SVIC) in Amsterdam (de opvolger van het TIVC voor het onderscheppen van diplomatiek en militair radio- en satellietverkeer en crypto-analyse)[28]
- Het Operationeel Verbindingsinlichtingencentrum (OVIC) in Eibergen (als fusie van het vroegere 898 Verbindingsbataljon (898 VbdBat) van de landmacht in Eibergen, delen van de 1e Luchtmacht Verbindingsgroep (1 LVG) in Alphen en het radio-ontvangststation van de marine in Eemnes voor het onderscheppen van militaire communicatie)[5]

De MID werd in het jaar 2000 gereorganiseerd, maar voor de Afdeling Verbindingsinlichtingen zou dit pas in 2006 voltooid zijn. Als onderdeel daarvan  werd op 2 juli 2001 het Verwervingscentrum (VC) opgericht, gevestigd op Kamp Holterhoek in Eibergen. Vervolgens werd de taken van het radio-ontvangststation in Eemnes naar Eibergen overgebracht en werd ook het satellietinterceptiestation in Zoutkamp bij het VC ondergebracht. Het VC bestond uit de volgende onderdelen:
- Sectie Bedrijfsvoering
- Sectie Interceptie
- Sectie Signaalanalyse
- Sectie Kenmerkanalyse

Ondertussen was in 2002 de MID omgevormd tot de Militaire Inlichtingen- en Veiligheidsdienst (MIVD) en in maart 2004 verliet het SVIC na ruim 40 jaar het Marine Etablissement in Amsterdam om naar de tiende verdieping van het hoofdkwartier van de MIVD op de Frederikkazerne in Den Haag te verhuizen. Net zoals voorheen aan de BVD werden de niet-militaire berichten voortaan doorgegeven aan de nieuwe Algemene Inlichtingen- en Veiligheidsdienst (AIVD).
Vanaf 2003 werd gewerkt aan de oprichting van de Nationale Sigint Organisatie (NSO), die het onderscheppen van draadloze telecommunicatie voor zowel de AIVD als de MIVD moest gaan verzorgen. In de eerste fase werd uitbreiding van de satellietinterceptie gerealiseerd, waarvoor het satellietgrondstation in 2006/2007 van Zoutkamp naar Burum werd verplaatst, waarna eerstgenoemde locatie per 1 januari 2008 gesloten werd. In de tweede fase werd daar de interceptie van hoogfrequent radioverkeer en trafficanalyse in Eibergen aan toegevoegd. Daarmee was de oprichting van de NSO op 26 mei 2007 officieel voltooid.
De radio- en satellietcommunicatie die door de NSO werd onderschept werd bij de MIVD verder verwerkt door de Afdeling Sigint (AS), die voor het kraken van buitenlandse codes in 2008 krachtige computers van het type Hercules en Hylles van de Amerikaanse fabrikant Silicon Graphics, Inc (SGI) in gebruik nam.